# Tristan Monchablon
Tristan Monchablon (* 30. Oktober 1976) ist ein dominicanischer Skilangläufer.

## Biographie
Monchablon kam erstmals mit Mitte 40 während eines Aufenthalts in Planica mit dem Langlaufsport in Berührung. Sein internationales Renndebüt feierte er am 27. März 2021 bei den spanischen Meisterschaften im Valle de Belagua.
Etwas mehr als zwei Jahre später nahm er erstmals an Nordischen Skiweltmeisterschaften teil. In Planica belegte er über 15 km Freistil den 147. Platz.

## Erfolge

### Weltmeisterschaften
- Planica 2023: 147. 15 km Freistil
- Trondheim 2025: 171. 10 km klassisch

### Weitere Erfolge
- 2 Platzierungen unter den besten 10 bei FIS-Rennen